# Lefoszówka
Lefoszówka – dubeltówka pomysłu Francuza Casimira Lefaucheux, skonstruowana w 1832 roku w Paryżu. Pierwsza łamana, odtylcowa dubeltówka na nabój zespolony. W przeciwieństwie do współczesnych, odpalanie spłonki odbywało się przez uderzanie w sterczący w bok z denka łuski bolec – iglicę. Lefoszówkę otwiera się za pomocą klucza na dole baskili. Lefoszówka nie potrzebowała urządzenia do wyciągania łusek – strzelający sam je wyjmował za wystającą iglicę. Można uznać, że była to pierwsza współczesna broń myśliwska. Pominięto w niej długotrwały proces nabijania broni od przodu. O udanej konstrukcji świadczy choćby fakt, że jeszcze w 1935 roku w Polsce produkowano gilzy do lefoszówki – przeszło 100 lat od powstania. Zgodnie ze zmianą ustawy o broni i amunicji z 2011 roku, w Polsce na posiadanie lefoszówek i ich replik wymagane jest zezwolenie. Wcześniej jako "broń skonstruowana przed 1850 rokiem lub jej repliki" była dostępna bez zezwolenia. Lefoszówka stała się podstawą do opracowania lankasterówki.